# 北海道厚岸潮見高等学校
北海道厚岸潮見高等学校（ほっかいどう あっけししおみこうとうがっこう）は、かつて北海道厚岸郡厚岸町白浜にあった道立高等学校。

## 沿革
- 1951年（昭和26年）
  - 4月1日 - 北海道釧路湖陵高等学校上尾幌分校認可。
  - 5月6日 - 北海道釧路湖陵高等学校上尾幌分校として開校する。
- 1952年（昭和27年）4月1日 - 北海道釧路江南高等学校上尾幌分校となる。
- 1953年（昭和28年）5月2日 - 北海道厚岸上尾幌高等学校として独立する。
- 1960年（昭和35年）4月1日 - 北海道厚岸潮見高等学校と改称する。
- 1964年（昭和39年）3月31日 - 道立に移管される。
- 2001年（平成13年）10月28日 - 創立50周年記念式典並びに祝賀会を挙行する。
- 2009年（平成21年）4月1日 - 北海道厚岸水産高等学校と統合に伴い生徒募集停止。
- 2011年（平成23年）
  - 2月19日 - 閉校記念式典を挙行する。
  - 3月31日 - 閉校。

## 閉校後
2011年3月31日に閉校後、校舎は、厚岸町立真龍中学校として使用されている。元校長室は、潮見高校に関連する品が展示され、開放されている。
2011年5月には、映画『僕等がいた』の撮影に使用された。主人公の高校時代の舞台として、校舎内や屋上、グラウンド等で撮影された。